# 1990 QK4
1990 QK4 är en asteroid i huvudbältet som upptäcktes den 23 augusti 1990 av den amerikanske astronomen Henry E. Holt vid Palomarobservatoriet.
Den tillhör asteroidgruppen Nysa.